# Johnny Servoz-Gavin
Johnny Servoz-Gavin (n. 18 ianuarie 1942 - d. 29 mai 2006) a fost un pilot francez de Formula 1, care a evoluat în Campionatul Mondial între anii 1967 și 1970.
1. 1 2 3 4  Fichier des personnes décédées mirror, accesat în 14 iunie 2021
2. 1 2  Georges Servoz-Gavin, Autoritatea BnF
3. ↑   http://www.grandprix.com/ns/ns16905.html Lipsește sau este vid: |title= (ajutor)